# Cérat de Galien

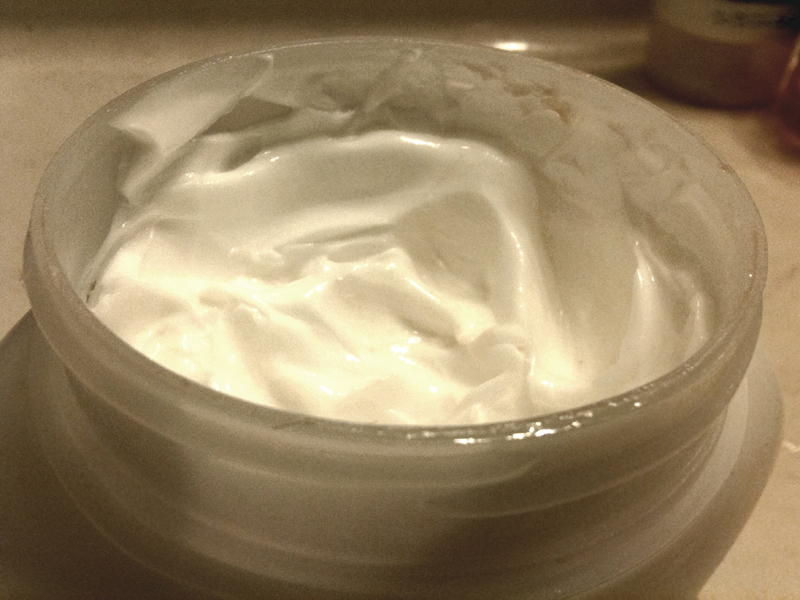
Cérat de Galien dans un petit pot.

Le cérat de Galien est un cérat (excipient complexe utilisé dans différentes préparations officinales dermatologiques).
La formule originale contient de la cire d'abeille et de l'huile d'amande douce (formant une pommade appelée « cérat »), du borate de sodium ainsi que de l'eau de rose. 

## Histoire
L'invention de cette crème est attribuée au médecin du IIe siècle de notre ère, Galien, né à Pergame en Asie Mineure. Elle est appelée Ceratum Galeni en pharmacie.

## Formule
L'Agence nationale de sécurité du médicament et des produits de santé, (ANSM) référence plusieurs formules  pour le  cérat.
- Le cérat de Galien [1] :
  - Cire d'abeille blanche : 13,00 g
  - Huile d'amande raffinée : 53,50 g
  - Borax : 0,50 g
  - Eau aromatisée de rose : 33,00 g

- Le cérat de Galien modifié [2] :
  - Cire d'abeille blanche : 13,00 g
  - Paraffine liquide : 53,50 g
  - Borax : 0,50 g
  - Eau aromatisée de rose (ou de l’eau purifiée) : 33,00 g

- Le cérat cosmétique, aussi dénommé cold cream [3] :
  - Palmitate de cétyle  (le blanc de baleine de la formule originelle a été remplacé depuis l'interdiction de la chasse à la baleine) : 16,00 g
  - Cire d'abeille blanche : 8,00 g
  - Huile d'amande raffinée : 55,00 g
  - Teinture de benjoin : 4,00 g
  - Borax : 0,50 g
  - Eau aromatisée de rose: 16,50 g

Néanmoins, il faut prêter attention au fait que ces formules ne sont données qu’à titre d’indication, on trouve des crèmes dénommées cold cream avec des compositions différentes,